# هاجر الشرنوبي
هاجر الشرنوبي ممثلة مصرية، ولدت في مدينة الإسكندرية في 11 أغسطس 1988، شاركت في العديد من الأفلام والمسلسلات التلفزيونية 

## السيرة الذاتية
هاجر الشرنوبي ممثلة مصرية تخرجت من المعهد العالي للفنون المسرحية قسم تمثيل واخراج، كما إنضمت إلي فرقة اسكندرية للفنون الشعبية وايضا تخرجت من كلية الآداب قسم علم نفس. ولدت في مدينة الإسكندرية والدها "مصطفي الشرنوبي"، وعمها الملحن فاروق الشرنوبي وصلاح الشرنوبي، وابنة عم الممثل الشاب والمطرب محمد الشرنوبي. رغم انتمائها لعائلة فنية إلا أنها ترفض الاعتماد عليها في الوصول للنجومية، قدمت أول تجاربها كممثلة في "حنين وحنان"، مع عمر الشريف، في طفولتها.

### الإعلانات أثناء فترة الدراسة في المعهد العالي
- إعلان ڤوداڤون مع المخرج مروان حامد
- ونيڤيا مع المخرج هادي الباجوري

## أعمالها

### الافلام
- حملة فريزر
- أيامنا الجاية
- برد الشتا
- نورت مصر
- رأس السنة

### المسلسلات
- حكيم باشا
- الضاحك الباكي
- الحرير المخملي (2021)
- سكن البنات :2020
- هجمة مرتدة
- حب عمري
- الوجه الآخر
- بت القبايل
- رسايل [3][4][5]
- سك على إخواتك [6][7][8]
- نسر الصعيد [9][10]
- كفر دلهاب [11][12][13]
- كلبش[14][15]
- حنين وحنان
- الحصان الأسود [16][17][18]
- الحلال
- افراح ابليس الجزء التاني
- سرايا حمدين
- طلعت روحي
- طاقة حب

### المسرحيات
- ليلي والمجنون
- هاملت
- ارض لاتنبت الزهور

## هوامش
- ضيفة برنامج صاحبه السعادة مع إسعاد يونس ك أفضل وجة جديد في رمضان 2017 [19]

## وصلات خارجية
- هاجر الشرنوبي على موقع IMDb (الإنجليزية)
- هاجر الشرنوبي على موقع الدهليز
- هاجر الشرنوبي على موقع قاعدة بيانات الأفلام العربية
- هاجر الشرنوبي على موقع قاعدة بيانات الفيلم (الإنجليزية)